# 北部州 (スーダン)
北部州（ほくぶしゅう、Northern state）は、スーダンの州。スーダン最北の州である。面積は348,765 km² で、スーダンの18州で最も大きいが、人口は936,300人(2018年推計)とさほど多くなく、その住民もほとんどはナイル川流域に集中しており、州の大部分は砂漠となっている。州都はドンゴラ。州内の都市には、ほかにワジハルファなどがある。この地域は、古代のヌビアの中心地域である。